# 布雷西斯角
布雷西斯角（英語：Braces Point），是南極洲的海岬，位於南桑威奇群島，處於溫德凱申島東北端，在1971年由英國南極名稱諮詢委員命名，由英國海外領土管轄。